# World Grand Prix 2016
Il World Grand Prix 2016 si è svolto dal 3 giugno al 10 luglio 2016: al torneo hanno partecipato ventotto squadre nazionali e la vittoria finale è andata per l'undicesima volta al Brasile.

## Regolamento

### Formula
Le squadre, divise in tre gruppi, hanno disputato una prima fase a gironi con formula del girone all'italiana; al termine della prima fase:
- Le prime tre classificate del gruppo 3 e la squadra del paese organizzatore (nel caso in cui sia stata tra le prime tre classificate, si è qualificata la quarta classificata del gruppo 3) hanno acceduto alla fase finale strutturata in semifinali, finale per il terzo posto e finale: la vincitrice è promossa nel gruppo 2 per l'edizione 2017.
- Le prime tre classificate del gruppo 2 e la squadra del paese organizzatore (nel caso in cui sia stata tra le prime tre classificate, si è qualificata la quarta classificata del gruppo 2) hanno acceduto alla fase finale strutturata in semifinali, finale per il terzo posto e finale: la vincitrice è promossa nel gruppo 1 per l'edizione 2017.

L'ultima classificata del gruppo 2 è retrocessa nel gruppo 3 per l'edizione 2017 (nel caso in cui l'ultima classificata è la squadra del paese organizzatore della fase finale, è retrocessa la penultima classificata del gruppo 2).
- Le prime cinque classificate del gruppo 1 e la squadra del paese organizzatore (nel caso in cui sia stata tra le prime cinque classificate, si è qualificata la sesta classificata del gruppo 1) hanno acceduto alla fase finale strutturata con una fase a gironi con formula del girone all'italiana, dove le prime due classificate di ogni girone hanno acceduto alla Final Four, strutturata in semifinali, finale per il terzo posto e finale, mentre l'ultima classificata di ogni girone ha acceduto alla finale per il quinto posto.

L'ultima classificata del gruppo 1 è retrocessa nel gruppo 2 per l'edizione 2017 (nel caso in cui l'ultima classificata è la squadra del paese organizzatore della fase finale, è retrocessa la penultima classificata del gruppo 1).

### Criteri di classifica
Se il risultato finale è stato di 3-0 o 3-1 sono stati assegnati 3 punti alla squadra vincente e 0 a quella sconfitta, se il risultato finale è stato di 3-2 sono stati assegnati 2 punti alla squadra vincente e 1 a quella sconfitta.
L'ordine del posizionamento in classifica è stato definito in base a:
- Numero di partite vinte;
- Punti;
- Ratio dei set vinti/persi;
- Ratio dei punti realizzati/subiti;
- Risultati degli scontri diretti.

## Squadre partecipanti
| Squadra         | Qualificazione                | Ultima partecipazione |
| --------------- | ----------------------------- | --------------------- |
| Algeria         | 27ª al World Grand Prix 2015  | World Grand Prix 2015 |
| Argentina       | 19ª al World Grand Prix 2015  | World Grand Prix 2015 |
| Australia       | 24ª al World Grand Prix 2015  | World Grand Prix 2015 |
| Belgio          | 10ª al World Grand Prix 2015  | World Grand Prix 2015 |
| Brasile         | 3ª al World Grand Prix 2015   | World Grand Prix 2015 |
| Bulgaria        | 17ª al World Grand Prix 2015  | World Grand Prix 2015 |
| Canada          | 18ª al World Grand Prix 2015  | World Grand Prix 2015 |
| Cina            | 4ª al World Grand Prix 2015   | World Grand Prix 2015 |
| Colombia        | 23ª al World Grand Prix 2015  | World Grand Prix 2015 |
| Croazia         | 20ª al World Grand Prix 2015  | World Grand Prix 2015 |
| Cuba            | 25ª al World Grand Prix 2015  | World Grand Prix 2015 |
| Germania        | 7ª al World Grand Prix 2015   | World Grand Prix 2015 |
| Giappone        | 6ª al World Grand Prix 2015   | World Grand Prix 2015 |
| Kazakistan      | 26ª al World Grand Prix 2015  | World Grand Prix 2015 |
| Kenya           | 21ª al World Grand Prix 2015  | World Grand Prix 2015 |
| Italia          | 5ª al World Grand Prix 2015   | World Grand Prix 2015 |
| Messico         | 28ª al World Grand Prix 2015  | World Grand Prix 2015 |
| Paesi Bassi     | 13ª al World Grand Prix 2015  | World Grand Prix 2015 |
| Perù            | 22ª al WWorld Grand Prix 2015 | World Grand Prix 2015 |
| Polonia         | 14ª al World Grand Prix 2015  | World Grand Prix 2015 |
| Porto Rico      | 16ª al World Grand Prix 2015  | World Grand Prix 2015 |
| Rep. Ceca       | 15ª al World Grand Prix 2015  | World Grand Prix 2015 |
| Rep. Dominicana | 12ª al World Grand Prix 2015  | World Grand Prix 2015 |
| Russia          | 2ª al World Grand Prix 2015   | World Grand Prix 2015 |
| Serbia          | 8ª al World Grand Prix 2015   | World Grand Prix 2015 |
| Stati Uniti     | 1ª al World Grand Prix 2015   | World Grand Prix 2015 |
| Thailandia      | 9ª al World Grand Prix 2015   | World Grand Prix 2015 |
| Turchia         | 11ª al World Grand Prix 2015  | World Grand Prix 2015 |

## Torneo

### Fase a gironi

#### Gruppo 1

##### Primo week-end
| Girone A1   | Girone B1 | Girone C1   |
| ----------- | --------- | ----------- |
| Cina        | Brasile   | Belgio      |
| Germania    | Giappone  | Paesi Bassi |
| Stati Uniti | Italia    | Russia      |
| Thailandia  | Serbia    | Turchia     |

###### Girone A1
| 10 giugno 2016 Beilun Gymnasium, Ningbo Durata: 1h:17 - Spettatori: 4 000 | Germania    | 0 - 3 | Stati Uniti | 15-25, 17-25, 12-25        |
| 10 giugno 2016 Beilun Gymnasium, Ningbo Durata: 1h:10 - Spettatori: 7 000 | Cina        | 3 - 0 | Thailandia  | 25-14, 25-14, 25-11        |
| 11 giugno 2016 Beilun Gymnasium, Ningbo Durata: 1h:28 - Spettatori: 3 200 | Stati Uniti | 3 - 0 | Thailandia  | 25-21, 29-27, 25-23        |
| 11 giugno 2016 Beilun Gymnasium, Ningbo Durata: 1h:15 - Spettatori: 7 000 | Cina        | 3 - 0 | Germania    | 25-12, 25-22, 25-16        |
| 12 giugno 2016 Beilun Gymnasium, Ningbo Durata: 1h:57 - Spettatori: 3 000 | Thailandia  | 3 - 1 | Germania    | 16-25, 28-26, 25-22, 25-16 |
| 12 giugno 2016 Beilun Gymnasium, Ningbo Durata: 1h:57 - Spettatori: 8 000 | Cina        | 3 - 1 | Stati Uniti | 25-20, 25-19, 15-25, 25-23 |

###### Girone B1
| 9 giugno 2016 Arena Carioca 1, Rio de Janeiro Durata: 1h:43 - Spettatori: 3 221  | Brasile  | 3 - 1 | Italia   | 23-25, 25-15, 25-15, 27-25       |
| 9 giugno 2016 Arena Carioca 1, Rio de Janeiro Durata: 1h:24 - Spettatori: 1 500  | Giappone | 3 - 0 | Serbia   | 31-29, 25-18, 28-26              |
| 10 giugno 2016 Arena Carioca 1, Rio de Janeiro Durata: 1h:20 - Spettatori: 2 650 | Brasile  | 3 - 0 | Giappone | 25-20, 25-23, 25-15              |
| 10 giugno 2016 Arena Carioca 1, Rio de Janeiro Durata: 1h:48 - Spettatori: 1 520 | Italia   | 3 - 1 | Serbia   | 25-16, 25-19, 29-31, 25-17       |
| 12 giugno 2016 Arena Carioca 1, Rio de Janeiro Durata: 1h:19 - Spettatori: 7 500 | Brasile  | 3 - 0 | Serbia   | 25-20, 25-18, 25-18              |
| 12 giugno 2016 Arena Carioca 1, Rio de Janeiro Durata: 1h:56 - Spettatori: 3 860 | Italia   | 3 - 2 | Giappone | 25-20, 25-20, 23-25, 25-27, 15-8 |

###### Girone C1
| 10 giugno 2016 Dvorec Sporta Jantarnyj, Kaliningrad Durata: 1h:30 - Spettatori: 884   | Turchia     | 3 - 0 | Belgio      | 25-22, 25-23, 26-24               |
| 10 giugno 2016 Dvorec Sporta Jantarnyj, Kaliningrad Durata: 1h:57 - Spettatori: 3 130 | Russia      | 3 - 1 | Paesi Bassi | 25-22, 20-25, 25-20, 25-16        |
| 11 giugno 2016 Dvorec Sporta Jantarnyj, Kaliningrad Durata: 1h:29 - Spettatori: 890   | Turchia     | 0 - 3 | Paesi Bassi | 25-27, 21-25, 22-25               |
| 11 giugno 2016 Dvorec Sporta Jantarnyj, Kaliningrad Durata: 1h:20 - Spettatori: 3 040 | Russia      | 3 - 0 | Belgio      | 25-20, 25-15, 25-16               |
| 12 giugno 2016 Dvorec Sporta Jantarnyj, Kaliningrad Durata: 1h:47 - Spettatori: 835   | Paesi Bassi | 3 - 1 | Belgio      | 25-20, 25-21, 18-25, 25-20        |
| 12 giugno 2016 Dvorec Sporta Jantarnyj, Kaliningrad Durata: 2h:23 - Spettatori: 4 220 | Russia      | 3 - 2 | Turchia     | 26-24, 20-25, 20-25, 25-20, 15-10 |

##### Secondo week-end
| Girone D1 | Girone E1   | Girone F1   |
| --------- | ----------- | ----------- |
| Belgio    | Germania    | Italia      |
| Brasile   | Giappone    | Paesi Bassi |
| Cina      | Stati Uniti | Russia      |
| Serbia    | Turchia     | Thailandia  |

###### Girone D1
| 17 giugno 2016 Fórum de Macau, Macao Durata: 2h:11 - Spettatori: 2 010 | Brasile | 2 - 3 | Serbia  | 25-16, 31-29, 19-25, 19-25, 16-18 |
| 17 giugno 2016 Fórum de Macau, Macao Durata: 1h:12 - Spettatori: 3 700 | Cina    | 3 - 0 | Belgio  | 25-19, 25-17, 25-22               |
| 18 giugno 2016 Fórum de Macau, Macao Durata: 1h:36 - Spettatori: 3 600 | Brasile | 3 - 1 | Belgio  | 23-25, 25-19, 25-15, 25-18        |
| 18 giugno 2016 Fórum de Macau, Macao Durata: 1h:56 - Spettatori: 4 000 | Cina    | 3 - 2 | Serbia  | 27-25, 17-25, 20-25, 25-22, 15-9  |
| 19 giugno 2016 Fórum de Macau, Macao Durata: 2h:01 - Spettatori: 3 600 | Belgio  | 2 - 3 | Serbia  | 26-24, 24-26, 23-25, 25-23, 10-15 |
| 19 giugno 2016 Fórum de Macau, Macao Durata: 1h:23 - Spettatori: 4 090 | Cina    | 3 - 0 | Brasile | 25-23, 25-16, 25-20               |

###### Girone E1
| 17 giugno 2016 Walter Pyramid, Long Beach Durata: 2h:11 - Spettatori: 3 000 | Turchia     | 3 - 2 | Giappone | 21-25, 25-16, 23-25, 25-21, 15-13 |
| 17 giugno 2016 Walter Pyramid, Long Beach Durata: 1h:55 - Spettatori: 3 250 | Stati Uniti | 3 - 1 | Germania | 25-17, 24-26, 25-10, 25-23        |
| 18 giugno 2016 Walter Pyramid, Long Beach Durata: 1h:42 - Spettatori: 4 850 | Turchia     | 3 - 1 | Germania | 25-18, 16-25, 25-19, 25-19        |
| 18 giugno 2016 Walter Pyramid, Long Beach Durata: 1h:26 - Spettatori: 5 000 | Stati Uniti | 3 - 0 | Giappone | 25-16, 25-23, 25-21               |
| 19 giugno 2016 Walter Pyramid, Long Beach Durata: 1h:44 - Spettatori: 1 900 | Giappone    | 3 - 1 | Germania | 25-27, 26-24, 25-15, 25-18        |
| 19 giugno 2016 Walter Pyramid, Long Beach Durata: 1h:20 - Spettatori: 2 650 | Stati Uniti | 3 - 0 | Turchia  | 25-21, 25-20, 25-16               |

###### Girone F1
| 17 giugno 2016 PalaFlorio, Bari Durata: 1h:23 - Spettatori: 2 800 | Russia      | 3 - 0 | Paesi Bassi | 25-17, 25-23, 28-26               |
| 18 giugno 2016 PalaFlorio, Bari Durata: 1h:15 - Spettatori: 3 400 | Thailandia  | 0 - 3 | Russia      | 22-25, 22-25, 13-25               |
| 18 giugno 2016 PalaFlorio, Bari Durata: 1h:50 - Spettatori: 4 300 | Paesi Bassi | 3 - 1 | Italia      | 19-25, 25-23, 25-18, 25-22        |
| 19 giugno 2016 PalaFlorio, Bari Durata: 1h:12 - Spettatori: 3 800 | Paesi Bassi | 3 - 0 | Thailandia  | 25-19, 25-16, 25-21               |
| 19 giugno 2016 PalaFlorio, Bari Durata: 2h:01 - Spettatori: 4 800 | Russia      | 3 - 2 | Italia      | 19-25, 25-15, 25-22, 22-25, 15-10 |
| 20 giugno 2016 PalaFlorio, Bari Durata: 2h:00 - Spettatori: 1 000 | Thailandia  | 3 - 2 | Italia      | 25-20, 23-25, 25-23, 19-25, 15-11 |

##### Terzo week-end
| Girone G1 | Girone H1   | Girone I1  |
| --------- | ----------- | ---------- |
| Belgio    | Cina        | Giappone   |
| Brasile   | Germania    | Russia     |
| Italia    | Paesi Bassi | Serbia     |
| Turchia   | Stati Uniti | Thailandia |

###### Girone G1
| 24 giugno 2016 Başkent Voleybol Salonu, Ankara Durata: 1h:58 - Spettatori: 400   | Italia  | 1 - 3 | Brasile | 26-24, 22-25, 13-25, 22-25 |
| 24 giugno 2016 Başkent Voleybol Salonu, Ankara Durata: 1h:43 - Spettatori: 1 600 | Turchia | 1 - 3 | Belgio  | 18-25, 14-25, 25-19, 21-25 |
| 25 giugno 2016 Başkent Voleybol Salonu, Ankara Durata: 1h:52 - Spettatori: 3 000 | Turchia | 1 - 3 | Italia  | 25-21, 21-25, 19-25, 17-25 |
| 25 giugno 2016 Başkent Voleybol Salonu, Ankara Durata: 1h:43 - Spettatori: 459   | Brasile | 3 - 1 | Belgio  | 13-25, 25-19, 25-16, 25-18 |
| 26 giugno 2016 Başkent Voleybol Salonu, Ankara Durata: 1h:08 - Spettatori: 350   | Italia  | 3 - 0 | Belgio  | 25-14, 25-12, 25-21        |
| 26 giugno 2016 Başkent Voleybol Salonu, Ankara Durata: 1h:30 - Spettatori: 4 000 | Turchia | 0 - 3 | Brasile | 14-25, 21-25, 19-25        |

###### Girone H1
| 24 giugno 2016 Hong Kong Coliseum, Hong Kong Durata: 1h:29 - Spettatori: 7 253  | Germania    | 0 - 3 | Stati Uniti | 19-25, 22-25, 28-30        |
| 24 giugno 2016 Hong Kong Coliseum, Hong Kong Durata: 1h:31 - Spettatori: 10 694 | Cina        | 3 - 0 | Paesi Bassi | 25-22, 25-23, 25-21        |
| 25 giugno 2016 Hong Kong Coliseum, Hong Kong Durata: 1h:51 - Spettatori: 8 057  | Stati Uniti | 3 - 1 | Paesi Bassi | 25-17, 19-25, 25-17, 25-20 |
| 25 giugno 2016 Hong Kong Coliseum, Hong Kong Durata: 1h:13 - Spettatori: 10 685 | Cina        | 3 - 0 | Germania    | 25-13, 25-16, 25-22        |
| 26 giugno 2016 Hong Kong Coliseum, Hong Kong Durata: 1h:25 - Spettatori: 8 917  | Paesi Bassi | 3 - 0 | Germania    | 26-24, 25-20, 25-22        |
| 26 giugno 2016 Hong Kong Coliseum, Hong Kong Durata: 1h:26 - Spettatori: 10 714 | Cina        | 0 - 3 | Stati Uniti | 19-25, 21-25, 17-25        |

###### Girone I1
| 24 giugno 2016 Shimadzu Arena, Kyoto Durata: 2h:14 - Spettatori: 2 850 | Serbia     | 3 - 2 | Russia     | 23-25, 25-27, 25-21, 25-20, 15-12 |
| 24 giugno 2016 Shimadzu Arena, Kyoto Durata: 1h:11 - Spettatori: 5 300 | Giappone   | 3 - 0 | Thailandia | 25-20, 25-19, 25-15               |
| 25 giugno 2016 Shimadzu Arena, Kyoto Durata: 1h:37 - Spettatori: 4 900 | Thailandia | 1 - 3 | Russia     | 16-25, 22-25, 25-22, 12-25        |
| 25 giugno 2016 Shimadzu Arena, Kyoto Durata: 1h:53 - Spettatori: 6 500 | Giappone   | 2 - 3 | Serbia     | 23-25, 25-20, 25-17, 25-27, 8-15  |
| 26 giugno 2016 Shimadzu Arena, Kyoto Durata: 1h:09 - Spettatori: 4 600 | Serbia     | 3 - 0 | Thailandia | 25-18, 25-20, 25-20               |
| 26 giugno 2016 Shimadzu Arena, Kyoto Durata: 1h:56 - Spettatori: 6 500 | Giappone   | 1 - 3 | Russia     | 25-20, 23-25, 24-26, 20-25        |

##### Classifica
| Pos | Squadra     | Pt | G | V | P | SV | SP | Ratio | PF  | PS  | Ratio |
| --- | ----------- | -- | - | - | - | -- | -- | ----- | --- | --- | ----- |
| 1   | Stati Uniti | 24 | 9 | 8 | 1 | 25 | 5  | 5.000 | 739 | 603 | 1.225 |
| 2   | Cina        | 23 | 9 | 8 | 1 | 24 | 6  | 4.000 | 701 | 591 | 1.186 |
| 3   | Russia      | 23 | 9 | 8 | 1 | 26 | 10 | 2.600 | 833 | 738 | 1.128 |
| 4   | Brasile     | 22 | 9 | 7 | 2 | 23 | 10 | 2.300 | 779 | 674 | 1.155 |
| 5   | Paesi Bassi | 15 | 9 | 5 | 4 | 17 | 14 | 1.214 | 709 | 706 | 1.004 |
| 6   | Serbia      | 12 | 9 | 5 | 4 | 18 | 20 | 0.900 | 836 | 854 | 0.978 |
| 7   | Italia      | 13 | 9 | 4 | 5 | 19 | 19 | 1.000 | 840 | 818 | 1.026 |
| 8   | Giappone    | 12 | 9 | 3 | 6 | 16 | 19 | 0.842 | 776 | 783 | 0.991 |
| 9   | Turchia     | 9  | 9 | 3 | 6 | 13 | 21 | 0.619 | 719 | 773 | 0.930 |
| 10  | Thailandia  | 5  | 9 | 2 | 7 | 7  | 24 | 0.291 | 611 | 744 | 0.821 |
| 11  | Belgio      | 4  | 9 | 1 | 8 | 8  | 25 | 0.320 | 668 | 771 | 0.866 |
| 12  | Germania    | 0  | 9 | 0 | 9 | 4  | 27 | 0.148 | 610 | 766 | 0.796 |

#### Gruppo 2

##### Primo week-end
| Girone A2       | Girone B2  |
| --------------- | ---------- |
| Argentina       | Canada     |
| Bulgaria        | Polonia    |
| Kenya           | Porto Rico |
| Rep. Dominicana | Rep. Ceca  |

###### Girone A2
| 3 giugno 2016 CD Floresta, San Miguel de Tucumán Durata: 1h:55 - Spettatori: 780   | Rep. Dominicana | 2 - 3 | Bulgaria        | 25-23, 20-25, 18-25, 25-17, 9-15  |
| 3 giugno 2016 CD Floresta, San Miguel de Tucumán Durata: 1h:13 - Spettatori: 1 800 | Argentina       | 3 - 0 | Kenya           | 25-22, 25-21, 25-13               |
| 4 giugno 2016 CD Floresta, San Miguel de Tucumán Durata: 1h:08 - Spettatori: 1 150 | Kenya           | 0 - 3 | Bulgaria        | 17-25, 17-25, 9-25                |
| 4 giugno 2016 CD Floresta, San Miguel de Tucumán Durata: 2h:10 - Spettatori: 2 100 | Argentina       | 2 - 3 | Rep. Dominicana | 25-22, 16-25, 15-25, 25-23, 14-16 |
| 5 giugno 2016 CD Floresta, San Miguel de Tucumán Durata: 1h:14 - Spettatori: 1 350 | Rep. Dominicana | 3 - 0 | Kenya           | 25-21, 25-21, 25-20               |
| 5 giugno 2016 CD Floresta, San Miguel de Tucumán Durata: 1h:54 - Spettatori: 2 250 | Argentina       | 1 - 3 | Bulgaria        | 25-27, 17-25, 27-25, 19-25        |

###### Girone B2
| 3 giugno 2016 Hala MOSiR, Zielona Góra Durata: 1h:56 - Spettatori: 500   | Rep. Ceca  | 1 - 3 | Porto Rico | 25-21, 20-25, 21-25, 19-25        |
| 3 giugno 2016 Hala MOSiR, Zielona Góra Durata: 1h:50 - Spettatori: 1 200 | Polonia    | 3 - 1 | Canada     | 25-19, 28-30, 25-15, 25-20        |
| 4 giugno 2016 Hala MOSiR, Zielona Góra Durata: 1h:16 - Spettatori: 500   | Porto Rico | 3 - 0 | Canada     | 25-18, 25-11, 25-16               |
| 4 giugno 2016 Hala MOSiR, Zielona Góra Durata: 1h:57 - Spettatori: 1 400 | Polonia    | 3 - 1 | Rep. Ceca  | 25-15, 23-25, 25-20, 25-23        |
| 5 giugno 2016 Hala MOSiR, Zielona Góra Durata: 1h:16 - Spettatori: 500   | Rep. Ceca  | 3 - 0 | Canada     | 25-13, 25-18, 25-23               |
| 5 giugno 2016 Hala MOSiR, Zielona Góra Durata: 2h:17 - Spettatori: 1 200 | Polonia    | 2 - 3 | Porto Rico | 25-18, 23-25, 25-15, 26-28, 13-15 |

##### Secondo week-end
| Girone C2       | Girone D2  |
| --------------- | ---------- |
| Bulgaria        | Argentina  |
| Canada          | Kenya      |
| Rep. Ceca       | Polonia    |
| Rep. Dominicana | Porto Rico |

###### Girone C2
| 10 giugno 2016 Sport Hall Up Olomouc, Olomouc Durata: 1h:23 - Spettatori: 200   | Bulgaria        | 0 - 3 | Rep. Dominicana | 16-25, 24-26, 23-25               |
| 10 giugno 2016 Sport Hall Up Olomouc, Olomouc Durata: 1h:17 - Spettatori: 1 000 | Rep. Ceca       | 3 - 0 | Canada          | 25-19, 25-21, 25-21               |
| 11 giugno 2016 Sport Hall Up Olomouc, Olomouc Durata: 1h:28 - Spettatori: 200   | Rep. Dominicana | 3 - 0 | Canada          | 25-16, 27-25, 25-21               |
| 11 giugno 2016 Sport Hall Up Olomouc, Olomouc Durata: 1h:46 - Spettatori: 1 900 | Bulgaria        | 3 - 1 | Rep. Ceca       | 25-22, 25-16, 23-25, 25-19        |
| 12 giugno 2016 Sport Hall Up Olomouc, Olomouc Durata: 1h:58 - Spettatori: 150   | Canada          | 2 - 3 | Bulgaria        | 22-25, 25-22, 25-21, 26-28, 10-15 |
| 12 giugno 2016 Sport Hall Up Olomouc, Olomouc Durata: 2h:08 - Spettatori: 900   | Rep. Ceca       | 2 - 3 | Rep. Dominicana | 22-25, 25-15, 21-25, 26-24, 8-15  |

###### Girone D2
| 10 giugno 2016 Hala Mistrzów, Włocławek Durata: 1h:12 - Spettatori: 300   | Kenya      | 0 - 3 | Porto Rico | 11-25, 20-25, 22-25               |
| 10 giugno 2016 Hala Mistrzów, Włocławek Durata: 2h:11 - Spettatori: 1 300 | Polonia    | 3 - 2 | Argentina  | 25-23, 24-26, 25-15, 23-25, 15-10 |
| 11 giugno 2016 Hala Mistrzów, Włocławek Durata: 2h:00 - Spettatori: 400   | Porto Rico | 3 - 1 | Argentina  | 30-28, 22-25, 25-16, 25-22        |
| 11 giugno 2016 Hala Mistrzów, Włocławek Durata: 1h:06 - Spettatori: 1 400 | Polonia    | 3 - 0 | Kenya      | 25-18, 25-10, 25-14               |
| 12 giugno 2016 Hala Mistrzów, Włocławek Durata: 1h:24 - Spettatori: 1 600 | Polonia    | 0 - 3 | Porto Rico | 21-25, 21-25, 23-25               |
| 12 giugno 2016 Hala Mistrzów, Włocławek Durata: 1h:16 - Spettatori: 300   | Argentina  | 3 - 0 | Kenya      | 26-24, 25-21, 25-17               |

##### Classifica
| Pos | Squadra         | Pt | G | V | P | SV | SP | Ratio | PF  | PS  | Ratio |
| --- | --------------- | -- | - | - | - | -- | -- | ----- | --- | --- | ----- |
| 1   | Porto Rico      | 17 | 6 | 6 | 0 | 18 | 4  | 4.500 | 524 | 451 | 1.161 |
| 2   | Rep. Dominicana | 14 | 6 | 5 | 1 | 17 | 7  | 2.428 | 540 | 489 | 1.104 |
| 3   | Bulgaria        | 13 | 6 | 5 | 1 | 15 | 9  | 1.666 | 554 | 494 | 1.121 |
| 4   | Polonia         | 12 | 6 | 4 | 2 | 14 | 10 | 1.400 | 565 | 484 | 1.167 |
| 5   | Argentina       | 8  | 6 | 2 | 4 | 12 | 12 | 1.000 | 524 | 546 | 0.959 |
| 6   | Rep. Ceca       | 7  | 6 | 2 | 4 | 11 | 12 | 0.916 | 502 | 511 | 0.982 |
| 7   | Canada          | 1  | 6 | 0 | 6 | 3  | 18 | 0.166 | 414 | 516 | 0.802 |
| 8   | Kenya           | 0  | 6 | 0 | 6 | 0  | 18 | 0.000 | 319 | 451 | 0.707 |

#### Gruppo 3

##### Primo week-end
| Girone A3  | Girone B3 |
| ---------- | --------- |
| Algeria    | Australia |
| Messico    | Colombia  |
| Kazakistan | Croazia   |
| Perù       | Cuba      |

###### Girone A3
| 3 giugno 2016 Salle OMS Belkhdar Tahar, Algeri Durata: 1h:49 - Spettatori: 250 | Kazakistan | 1 - 3 | Perù       | 21-25, 25-21, 24-26, 16-25 |
| 3 giugno 2016 Salle OMS Belkhdar Tahar, Algeri Durata: 1h:20 - Spettatori: 250 | Algeria    | 0 - 3 | Messico    | 23-25, 20-25, 15-25        |
| 4 giugno 2016 Salle OMS Belkhdar Tahar, Algeri Durata: 1h:08 - Spettatori: 250 | Perù       | 3 - 0 | Messico    | 25-16, 25-16, 25-13        |
| 4 giugno 2016 Salle OMS Belkhdar Tahar, Algeri Durata: 1h:04 - Spettatori: 370 | Algeria    | 0 - 3 | Kazakistan | 17-25, 13-25, 5-25         |
| 5 giugno 2016 Salle OMS Belkhdar Tahar, Algeri Durata: 1h:45 - Spettatori: 300 | Kazakistan | 3 - 1 | Messico    | 25-16, 25-20, 21-25, 25-23 |
| 5 giugno 2016 Salle OMS Belkhdar Tahar, Algeri Durata: 1h:11 - Spettatori: 370 | Algeria    | 0 - 3 | Perù       | 12-25, 13-25, 12-25        |

###### Girone B3
| 3 giugno 2016 Bendigo Stadium, Bendigo Durata: 1h:47 - Spettatori: 1 000 | Croazia   | 3 - 1 | Cuba     | 25-17, 21-25, 25-17, 25-18 |
| 3 giugno 2016 Bendigo Stadium, Bendigo Durata: 1h:09 - Spettatori: 1 700 | Australia | 0 - 3 | Colombia | 17-25, 13-25, 13-25        |
| 4 giugno 2016 Bendigo Stadium, Bendigo Durata: 1h:22 - Spettatori: 1 000 | Colombia  | 0 - 3 | Croazia  | 20-25, 22-25, 17-25        |
| 4 giugno 2016 Bendigo Stadium, Bendigo Durata: 1h:55 - Spettatori: 2 150 | Australia | 1 - 3 | Cuba     | 22-25, 25-27, 25-18, 25-27 |
| 5 giugno 2016 Bendigo Stadium, Bendigo Durata: 1h:46 - Spettatori: 800   | Cuba      | 3 - 1 | Colombia | 21-25, 25-20, 25-17, 25-21 |
| 5 giugno 2016 Bendigo Stadium, Bendigo Durata: 1h:15 - Spettatori: 1 600 | Australia | 0 - 3 | Croazia  | 19-25, 17-25, 12-25        |

##### Secondo week-end
| Girone C3  | Girone D3 |
| ---------- | --------- |
| Australia  | Algeria   |
| Colombia   | Croazia   |
| Kazakistan | Cuba      |
| Messico    | Perù      |

###### Girone C3
| 10 giugno 2016 Coliseo Evangelista Mora, Cali Durata: 1h:06 - Spettatori: 1 000 | Kazakistan | 3 - 0 | Australia  | 25-14, 25-6, 25-20         |
| 10 giugno 2016 Coliseo Evangelista Mora, Cali Durata: 1h:18 - Spettatori: 2 500 | Colombia   | 3 - 0 | Messico    | 25-19, 25-10, 25-18        |
| 11 giugno 2016 Coliseo Evangelista Mora, Cali Durata: 1h:48 - Spettatori: 1 000 | Messico    | 1 - 3 | Kazakistan | 20-25, 18-25, 28-26, 20-25 |
| 11 giugno 2016 Coliseo Evangelista Mora, Cali Durata: 1h:15 - Spettatori: 2 500 | Colombia   | 3 - 0 | Australia  | 25-17, 25-20, 25-15        |
| 12 giugno 2016 Coliseo Evangelista Mora, Cali Durata: 1h:52 - Spettatori: 2 000 | Messico    | 3 - 1 | Australia  | 18-25, 26-24, 29-27, 25-23 |
| 12 giugno 2016 Coliseo Evangelista Mora, Cali Durata: 1h:39 - Spettatori: 3 000 | Colombia   | 3 - 1 | Kazakistan | 25-21, 22-25, 25-19, 25-12 |

###### Girone D3
| 10 giugno 2016 Coliseo Cerrado de Chiclayo, Chiclayo Durata: 1h:04 - Spettatori: 2 000 | Croazia | 3 - 0 | Cuba    | 25-13, 25-15, 25-13              |
| 10 giugno 2016 Coliseo Cerrado de Chiclayo, Chiclayo Durata: 0h:56 - Spettatori: 5 500 | Perù    | 3 - 0 | Algeria | 25-9, 25-9, 25-11                |
| 11 giugno 2016 Coliseo Cerrado de Chiclayo, Chiclayo Durata: 1h:11 - Spettatori: 5 000 | Algeria | 0 - 3 | Croazia | 19-25, 17-25, 15-25              |
| 11 giugno 2016 Coliseo Cerrado de Chiclayo, Chiclayo Durata: 1h:53 - Spettatori: 7 500 | Perù    | 3 - 2 | Cuba    | 25-14, 23-25, 20-25, 25-19, 15-6 |
| 12 giugno 2016 Coliseo Cerrado de Chiclayo, Chiclayo Durata: 1h:03 - Spettatori: 5 500 | Cuba    | 3 - 0 | Algeria | 25-13, 25-12, 25-20              |
| 12 giugno 2016 Coliseo Cerrado de Chiclayo, Chiclayo Durata: 1h:41 - Spettatori: 7 500 | Perù    | 3 - 1 | Croazia | 16-25, 25-21, 25-13, 25-22       |

##### Classifica
| Pos | Squadra    | Pt | G | V | P | SV | SP | Ratio | PF  | PS  | Ratio |
| --- | ---------- | -- | - | - | - | -- | -- | ----- | --- | --- | ----- |
| 1   | Perù       | 17 | 6 | 6 | 0 | 18 | 4  | 4.500 | 521 | 367 | 1.419 |
| 2   | Croazia    | 15 | 6 | 5 | 1 | 16 | 4  | 4.000 | 477 | 367 | 1.299 |
| 3   | Colombia   | 12 | 6 | 4 | 2 | 13 | 7  | 1.857 | 464 | 390 | 1.189 |
| 4   | Kazakistan | 12 | 6 | 4 | 2 | 14 | 8  | 1.750 | 510 | 439 | 1.161 |
| 5   | Cuba       | 10 | 6 | 3 | 3 | 12 | 11 | 1.090 | 475 | 504 | 0.942 |
| 6   | Messico    | 6  | 6 | 2 | 4 | 8  | 13 | 0.615 | 435 | 504 | 0.863 |
| 7   | Australia  | 0  | 6 | 0 | 6 | 2  | 8  | 0.111 | 379 | 495 | 0.765 |
| 8   | Algeria    | 0  | 6 | 0 | 6 | 0  | 18 | 0.000 | 255 | 450 | 0.566 |

### Fase finale

#### Gruppo 1

##### Fase a gironi
| Girone J1  | Girone K1   |
| ---------- | ----------- |
| Brasile    | Cina        |
| Russia     | Paesi Bassi |
| Thailandia | Stati Uniti |

###### Girone J1 - Risultati
| 6 luglio 2016 Palazzetto dello Sport Huamark, Bangkok Durata: 1h:17 - Spettatori: 7 800 | Thailandia | 0 - 3 | Brasile | 24-26, 16-25, 11-25 |
| 7 luglio 2016 Palazzetto dello Sport Huamark, Bangkok Durata: 1h:15 - Spettatori: 4 800 | Russia     | 0 - 3 | Brasile | 22-25, 10-25, 21-25 |
| 8 luglio 2016 Palazzetto dello Sport Huamark, Bangkok Durata: 1h:28 - Spettatori: 9 200 | Thailandia | 0 - 3 | Russia  | 25-27, 24-26, 19-25 |

###### Girone J1 - Classifica
| Pos | Squadra    | Pt | G | V | P | SV | SP | Ratio | PF  | PS  | Ratio |
| --- | ---------- | -- | - | - | - | -- | -- | ----- | --- | --- | ----- |
| 1   | Brasile    | 6  | 2 | 2 | 0 | 6  | 0  | MAX   | 151 | 104 | 1.451 |
| 2   | Russia     | 3  | 2 | 1 | 1 | 3  | 3  | 1.000 | 131 | 143 | 0.916 |
| 3   | Thailandia | 0  | 2 | 0 | 2 | 0  | 6  | 0.000 | 119 | 157 | 0.757 |

###### Girone K1 - Risultati
| 6 luglio 2016 Palazzetto dello Sport Huamark, Bangkok Durata: 1h:23 - Spettatori: 4 700 | Stati Uniti | 3 - 0 | Paesi Bassi | 25-21, 25-17, 25-23              |
| 7 luglio 2016 Palazzetto dello Sport Huamark, Bangkok Durata: 1h:57 - Spettatori: 4 200 | Cina        | 2 - 3 | Paesi Bassi | 25-23, 14-25, 25-19, 20-25, 8-15 |
| 8 luglio 2016 Palazzetto dello Sport Huamark, Bangkok Durata: 1h:23 - Spettatori: 4 100 | Stati Uniti | 3 - 0 | Cina        | 25-21, 26-24, 25-22              |

###### Girone K1 - Classifica
| Pos | Squadra     | Pt | G | V | P | SV | SP | Ratio | PF  | PS  | Ratio |
| --- | ----------- | -- | - | - | - | -- | -- | ----- | --- | --- | ----- |
| 1   | Stati Uniti | 6  | 2 | 2 | 0 | 6  | 0  | MAX   | 151 | 128 | 1.179 |
| 2   | Paesi Bassi | 2  | 2 | 1 | 1 | 3  | 5  | 0.600 | 168 | 167 | 1.005 |
| 3   | Cina        | 1  | 2 | 0 | 2 | 2  | 6  | 0.333 | 159 | 183 | 0.868 |

##### Final Four
|  | Semifinali  | Semifinali  | Semifinali  |             |         | Finale      | Finale      | Finale   |  |
|  |             |             |             |             |         |             |             |          |  |
|  | Brasile     | Brasile     | 3           |             |         |             |             |          |  |
|  | Brasile     | Brasile     | 3           |             |         |             |             |          |  |
|  | Paesi Bassi | Paesi Bassi | 0           |             |         |             |             |          |  |
|  | Paesi Bassi | Paesi Bassi | 0           |             | Brasile | Brasile     | 3           |          |  |
|  |             |             |             |             | Brasile | Brasile     | 3           |          |  |
|  |             |             | Stati Uniti | Stati Uniti | 2       |             |             |          |  |
|  | Stati Uniti | Stati Uniti | Stati Uniti | Stati Uniti | 2       | 3           |             |          |  |
|  | Stati Uniti | Stati Uniti |             |             |         | 3           |             |          |  |
|  | Russia      | Russia      | 0           |             |         | 3º posto    | 3º posto    | 3º posto |  |
|  | Russia      | Russia      | 0           |             |         |             |             |          |  |
|  |             |             |             |             |         |             |             |          |  |
|  |             |             |             |             |         | Paesi Bassi | Paesi Bassi | 3        |  |
|  |             |             |             |             |         | Paesi Bassi | Paesi Bassi | 3        |  |
|  |             |             |             |             |         | Russia      | Russia      | 2        |  |

###### Semifinali
| 9 luglio 2016 Palazzetto dello Sport Huamark, Bangkok Durata: 1h:14 - Spettatori: 4 400 | Brasile     | 3 - 0 | Paesi Bassi | 25-18, 25-16, 25-23 |
| 9 luglio 2016 Palazzetto dello Sport Huamark, Bangkok Durata: 1h:14 - Spettatori: 7 000 | Stati Uniti | 3 - 0 | Russia      | 25-20, 25-23, 25-14 |

###### Finale 3º posto
| 10 luglio 2016 Palazzetto dello Sport Huamark, Bangkok Durata: 2h:15 - Spettatori: 6 500 | Paesi Bassi | 3 - 2 | Russia | 18-25, 23-25, 30-28, 25-21, 15-9 |

###### Finale
| 10 luglio 2016 Palazzetto dello Sport Huamark, Bangkok Durata: 1h:57 - Spettatori: 7 300 | Brasile | 3 - 2 | Stati Uniti | 18-25, 25-17, 25-23, 22-25, 15-9 |

##### Finale 5º posto
| 10 luglio 2016 Palazzetto dello Sport Huamark, Bangkok Durata: 1h:15 - Spettatori: 7 800 | Thailandia | 0 - 3 | Cina | 23-25, 23-25, 12-25 |

#### Gruppo 2
|  | Semifinali      | Semifinali      | Semifinali |         |                 | Finale          | Finale     | Finale   |  |
|  |                 |                 |            |         |                 |                 |            |          |  |
|  | Porto Rico      | Porto Rico      | 1          |         |                 |                 |            |          |  |
|  | Porto Rico      | Porto Rico      | 1          |         |                 |                 |            |          |  |
|  | Rep. Dominicana | Rep. Dominicana | 3          |         |                 |                 |            |          |  |
|  | Rep. Dominicana | Rep. Dominicana | 3          |         | Rep. Dominicana | Rep. Dominicana | 3          |          |  |
|  |                 |                 |            |         | Rep. Dominicana | Rep. Dominicana | 3          |          |  |
|  |                 |                 | Polonia    | Polonia | 2               |                 |            |          |  |
|  | Bulgaria        | Bulgaria        | Polonia    | Polonia | 2               | 1               |            |          |  |
|  | Bulgaria        | Bulgaria        |            |         |                 | 1               |            |          |  |
|  | Polonia         | Polonia         | 3          |         |                 | 3º posto        | 3º posto   | 3º posto |  |
|  | Polonia         | Polonia         | 3          |         |                 |                 |            |          |  |
|  |                 |                 |            |         |                 |                 |            |          |  |
|  |                 |                 |            |         |                 | Porto Rico      | Porto Rico | 3        |  |
|  |                 |                 |            |         |                 | Porto Rico      | Porto Rico | 3        |  |
|  |                 |                 |            |         |                 | Bulgaria        | Bulgaria   | 1        |  |

##### Semifinali
| 18 giugno 2016 Kolodruma, Plovdiv Durata: 2h:21 - Spettatori: 150 | Porto Rico | 1 - 3 | Rep. Dominicana | 25-21, 22-25, 27-29, 14-25 |
| 18 giugno 2016 Kolodruma, Plovdiv Durata: 1h:54 - Spettatori: 500 | Bulgaria   | 1 - 3 | Polonia         | 25-23, 21-25, 15-25, 21-25 |

##### Finale 3º posto
| 19 giugno 2016 Kolodruma, Plovdiv Durata: 2h:01 - Spettatori: 400 | Porto Rico | 3 - 1 | Bulgaria | 23-25, 25-22, 25-21, 25-23 |

##### Finale
| 19 giugno 2016 Kolodruma, Plovdiv Durata: 2h:16 - Spettatori: 300 | Rep. Dominicana | 3 - 2 | Polonia | 21-25, 23-25, 25-18, 25-20, 15-11 |

#### Gruppo 3
|  | Semifinali | Semifinali | Semifinali |            |         | Finale   | Finale   | Finale   |  |
|  |            |            |            |            |         |          |          |          |  |
|  | Perù       | Perù       | 1          |            |         |          |          |          |  |
|  | Perù       | Perù       | 1          |            |         |          |          |          |  |
|  | Croazia    | Croazia    | 3          |            |         |          |          |          |  |
|  | Croazia    | Croazia    | 3          |            | Croazia | Croazia  | 3        |          |  |
|  |            |            |            |            | Croazia | Croazia  | 3        |          |  |
|  |            |            | Kazakistan | Kazakistan | 0       |          |          |          |  |
|  | Kazakistan | Kazakistan | Kazakistan | Kazakistan | 0       | 3        |          |          |  |
|  | Kazakistan | Kazakistan |            |            |         | 3        |          |          |  |
|  | Colombia   | Colombia   | 2          |            |         | 3º posto | 3º posto | 3º posto |  |
|  | Colombia   | Colombia   | 2          |            |         |          |          |          |  |
|  |            |            |            |            |         |          |          |          |  |
|  |            |            |            |            |         | Perù     | Perù     | 3        |  |
|  |            |            |            |            |         | Perù     | Perù     | 3        |  |
|  |            |            |            |            |         | Colombia | Colombia | 2        |  |

##### Semifinali
| 18 giugno 2016 Baluan Sholak Sports Palace, Almaty Durata: 1h:46 - Spettatori: 1 567 | Perù       | 1 - 3 | Croazia  | 14-25, 27-29, 25-20, 7-25        |
| 18 giugno 2016 Baluan Sholak Sports Palace, Almaty Durata: 2h:02 - Spettatori: 2 010 | Kazakistan | 3 - 2 | Colombia | 25-20, 25-20, 21-25, 18-25, 15-9 |

##### Finale 3º posto
| 19 giugno 2016 Baluan Sholak Sports Palace, Almaty Durata: 2h:09 - Spettatori: 1 112 | Perù | 3 - 2 | Colombia | 25-17, 21-25, 25-22, 23-25, 15-6 |

##### Finale
| 19 giugno 2016 Baluan Sholak Sports Palace, Almaty Durata: 1h:28 - Spettatori: 3 031 | Croazia | 3 - 0 | Kazakistan | 25-19, 29-27, 25-16 |

## Podio

### Campione
Formazione: 1 Fabiana Claudino, 2 Juciely Barreto, 3 Danielle Lins, 5 Adenízia da Silva, 6 Thaísa de Menezes, 8 Jaqueline de Carvalho, 9 Roberta Ratzke, 10 Gabriela Guimarães, 12 Natália Pereira, 13 Sheilla de Castro, 14 Mariana Costa, 16 Fernanda Garay, 18 Camila Brait, 19 Léia da Silva, CT: José Roberto Guimarães

### Secondo posto
Formazione: 1 Alisha Glass, 2 Kayla Banwarth, 3 Courtney Thompson, 5 Rachael Adams, 6 Carli Lloyd, 10 Jordan Larson, 12 Kelly Murphy, 13 Christa Harmotto, 15 Kimberly Hill, 16 Foluke Akinradewo, 17 Natalie Hagglund, 19 Michelle Bartsch, 23 Kelsey Robinson, 25 Karsta Lowe, CT: Karch Kiraly

### Terzo posto
Formazione: 1 Kirsten Knip, 2 Femke Stoltenborg, 3 Yvon Beliën, 4 Celeste Plak, 5 Robin de Kruijf, 6 Maret Grothues, 7 Quinta Steenbergen, 8 Judith Pietersen, 9 Myrthe Schoot, 10 Lonneke Slöetjes, 11 Anne Buijs, 14 Laura Dijkema, 16 Debby Stam, 22 Nicole Koolhaas, CT: Giovanni Guidetti

## Classifica finale
| Pos | Squadre         | Verdetto                         |
| --- | --------------- | -------------------------------- |
|     | Brasile         | Gruppo 1 - World Grand Prix 2017 |
|     | Stati Uniti     | Gruppo 1 - World Grand Prix 2017 |
|     | Paesi Bassi     | Gruppo 1 - World Grand Prix 2017 |
| 4   | Russia          | Gruppo 1 - World Grand Prix 2017 |
| 5   | Cina            | Gruppo 1 - World Grand Prix 2017 |
| 6   | Thailandia      | Gruppo 1 - World Grand Prix 2017 |
| 7   | Serbia          | Gruppo 1 - World Grand Prix 2017 |
| 8   | Italia          | Gruppo 1 - World Grand Prix 2017 |
| 9   | Giappone        | Gruppo 1 - World Grand Prix 2017 |
| 10  | Turchia         | Gruppo 1 - World Grand Prix 2017 |
| 11  | Belgio          | Gruppo 1 - World Grand Prix 2017 |
| 12  | Germania        | Gruppo 2 - World Grand Prix 2017 |
| 13  | Rep. Dominicana | Gruppo 1 - World Grand Prix 2017 |
| 14  | Polonia         | Gruppo 2 - World Grand Prix 2017 |
| 15  | Porto Rico      | Gruppo 2 - World Grand Prix 2017 |
| 16  | Bulgaria        | Gruppo 2 - World Grand Prix 2017 |
| 17  | Argentina       | Gruppo 2 - World Grand Prix 2017 |
| 18  | Rep. Ceca       | Gruppo 2 - World Grand Prix 2017 |
| 19  | Canada          | Gruppo 2 - World Grand Prix 2017 |
| 20  | Kenya           | Gruppo 3 - World Grand Prix 2017 |
| 21  | Croazia         | Gruppo 2 - World Grand Prix 2017 |
| 22  | Kazakistan      | Gruppo 3 - World Grand Prix 2017 |
| 23  | Perù            | Gruppo 3 - World Grand Prix 2017 |
| 24  | Colombia        | Gruppo 3 - World Grand Prix 2017 |
| 25  | Cuba            | Gruppo 3 - World Grand Prix 2017 |
| 26  | Messico         | Gruppo 3 - World Grand Prix 2017 |
| 27  | Australia       | Gruppo 3 - World Grand Prix 2017 |
| 28  | Algeria         | Gruppo 3 - World Grand Prix 2017 |

## Premi individuali
| Premio                 | Nome              | Squadra     |
| ---------------------- | ----------------- | ----------- |
| MVP                    | Natália Pereira   | Brasile     |
| Miglior palleggiatrice | Nootsara Tomkom   | Thailandia  |
| Miglior opposto        | Lonneke Slöetjes  | Paesi Bassi |
| Miglior schiacciatrice | Sheilla de Castro | Brasile     |
| Miglior schiacciatrice | Kimberly Hill     | Stati Uniti |
| Miglior centrale       | Rachael Adams     | Stati Uniti |
| Miglior centrale       | Thaísa de Menezes | Brasile     |
| Miglior libero         | Lin Li            | Cina        |